# (300208) 2006 WF139
(300208) 2006 WF139 es un asteroide perteneciente al cinturón exterior de asteroides, región del sistema solar que se encuentra entre las órbitas de Marte y Júpiter, descubierto el 19 de noviembre de 2006 por el equipo del Spacewatch desde el Observatorio Nacional de Kitt Peak, Arizona, Estados Unidos.

## Designación y nombre
Designado provisionalmente como 2006 WF139. 

## Características orbitales
2006 WF139 está situado a una distancia media del Sol de 3,205 ua, pudiendo alejarse hasta 3,847 ua y acercarse hasta 2,562 ua. Su excentricidad es 0,200 y la inclinación orbital 6,390 grados. Emplea 2096,02 días en completar una órbita alrededor del Sol.

## Características físicas
La magnitud absoluta de 2006 WF139 es 15,9. 